# Indirana leithii
Indirana leithii es una especie de anfibio anuro de la familia Ranixalidae.

## Distribución geográfica
Esta especie es endémica de Maharashtra en la India. Se encuentra entre los 400 y 1200 m sobre el nivel del mar en los Ghats occidentales. Esta especie es terrestre y vive en la selva tropical. También se encuentra en bosques degradados.

## Descripción
Indirana leithii mide aproximadamente 35 mm. Su dorso es de color marrón con pequeñas manchas oscuras. Sus miembros son de rayas oscuras. Su vientre es blanco y su garganta veteada de marrón.

## Etimología
Esta especie lleva el nombre en honor al Dr. Leith quien recolectó el espécimen descrito. 

## Publicación original
- Boulenger, 1888 : Descriptions of two new Indian species of Rana. Annals and Magazine of Natural History, sér. 6, vol. 2, p. 506-508[4]